# 세바스티앙 르 프레스트르 드 보방
세바스티앙 르 프레스트 르, 세뇨르 드 보방(프랑스어: Sébastien Le Prestre, Seigneur de Vauban, 1633년 5월 15일 ~ 1707년 3월 30일)은 프랑스의 군인이다. 원수, 작위는 후작. 일반적으로 보방이란 이름으로 알려져 있다.
당대 가장 뛰어난 공병이자 요새(fortifications) 설계와 공략 양쪽에서 자신의 뛰어난 능력으로 명성을 얻었다. 그는 또한 루이 14세에게 조언하여 프랑스 국경을 강화했고, 직접 방어시설을 만들었다.

## 요새

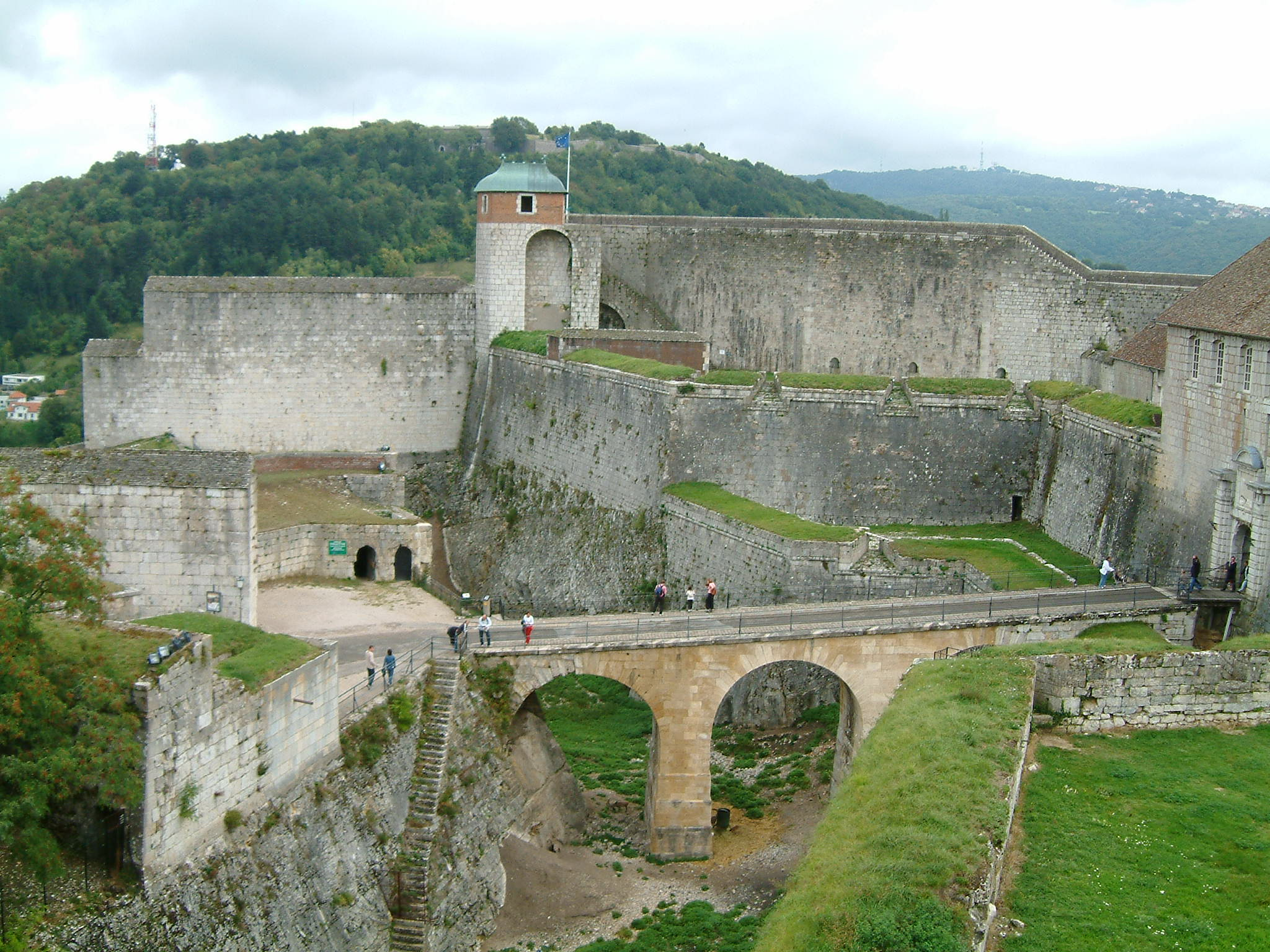
브장송에 있는 보방의 요새.

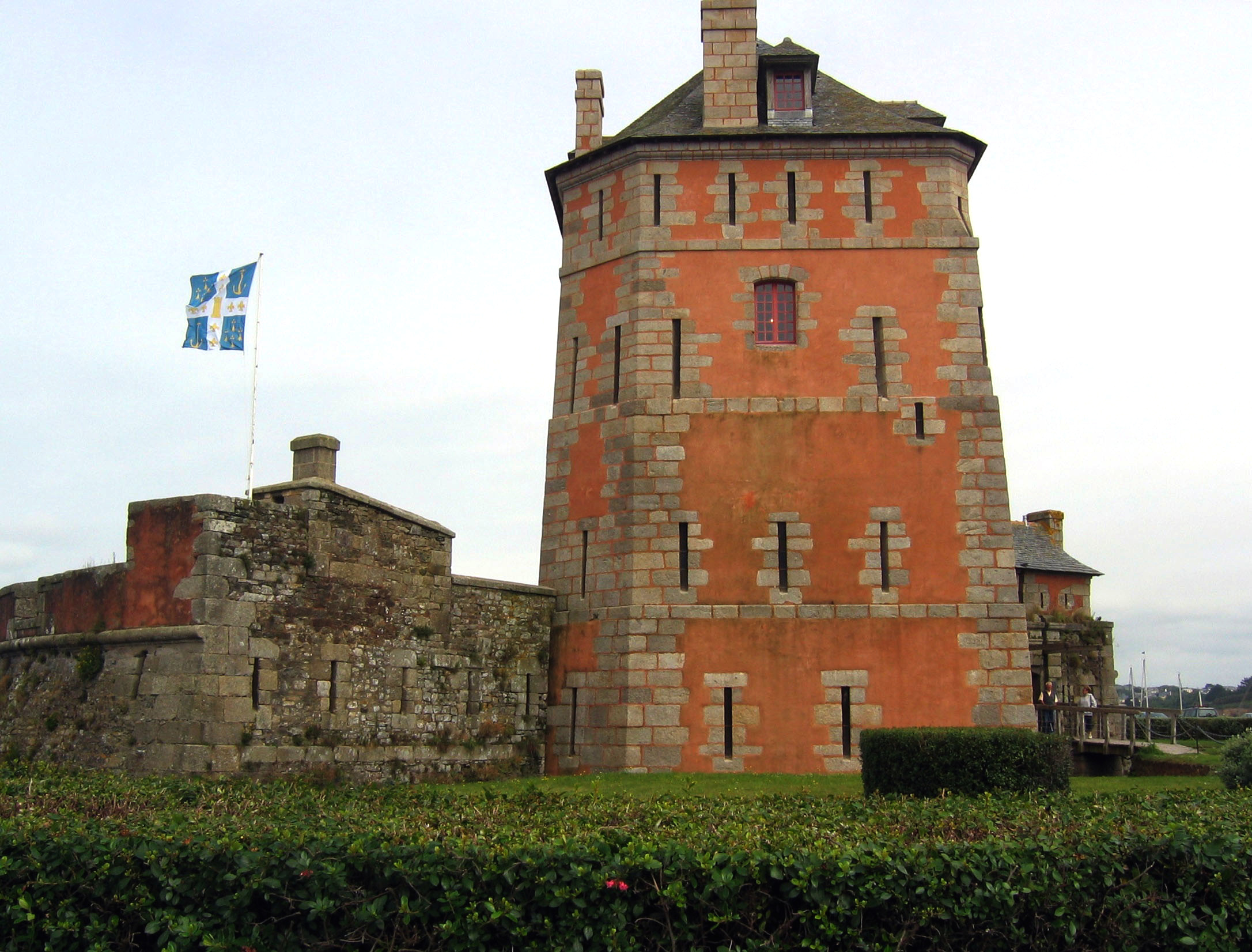
카마레-쉬르-메르에 있는 보방의 요새.

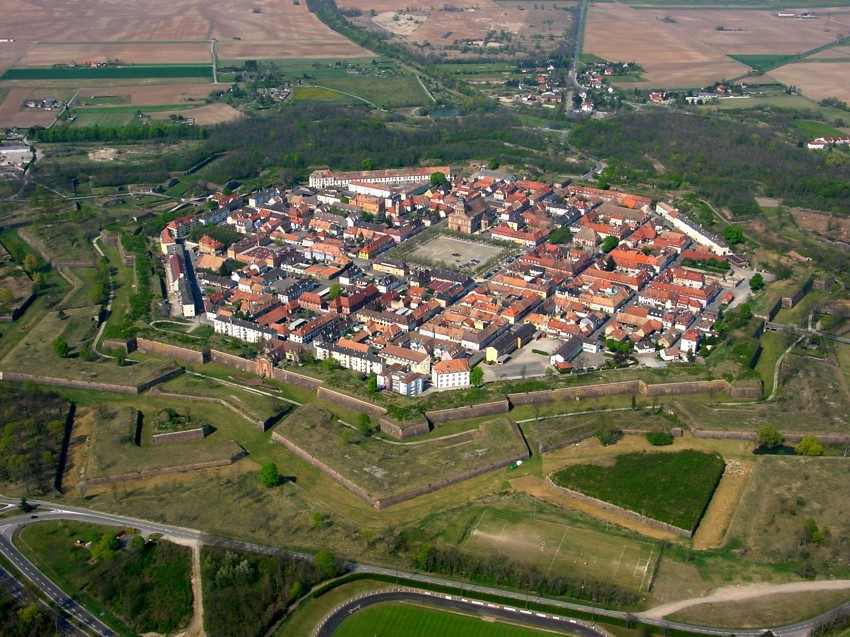
요새화된 도시 뇌프-브리작.

1667년과 1707년 사이 보방은 약 300개 도시의 요새를 업그레이드 했다. 거기에는 앙티브(Antibes)(카르 요새), 아라스(Arras), 옥손(Auxonne), 바로(Barraux), 바욘(Bayonne), 벨포르(Belfort), Bergues, 브장송 요새, Bitche, Blaye, 브장송, 부용, 칼레, 캉브레, Colmars-les-Alpes, 콜리우르(Collioure), 두에(Douai), 앙트르보(Entrevaux), 지베(Givet), 그라블린(Gravelines), 엔다예(Hendaye), Huningue, 주(Joux), 켈(Kehl), 란다우(Landau), 르 팔레(Le Palais)(벨릴;Belle-Île), 라 로셸(La Rochelle), 르 케누아(Le Quesnoy), 릴, 뤼지냥, 뤽상부르, 마스트리흐트, 멘츠, 몽-도팽, 몽-루이, 몽메디, 나뮈르, 뇌프-브리작, 로크루아, 스당, 베르됭, 이프르 등이 포함되어 있다.
그는 37개의 새로운 요새와 요새화된 군사 항구 건설을 지도했는데, 앙블레퇴즈(Ambleteuse), 브레스트, 됭케르크, 로슈포르, 툴롱 등이 포함되어 있다.

## 같이 보기
- 별모양 요새(Star fort)
- 멘노 반 쿠호른: 보방의 주요 적수.
- Erik Dahlberg
- "보방의 요새들", 프랑스 내 건설되어 남은 요새 12개가 2008년 유네스코 세계유산 목록에 등록되었다.
- 브장송 요새

## 추가 문헌
- Albert de Rochas. Vauban, sa famille et ses écrits, ses oisivetés et sa correspondance: analyse et extraits, Berger-Levrault, Paris, 2 volumes, 1910.
- Blomfield, Sir Reginald. Sébastien le Prestre de Vauban, 1663–1707. New York: Barnes & Noble, 1971 (hardcover, ISBN 0-416-60740-3).
- Griffith, Paddy; Dennis, Peter. The Vauban fortifications of France. Oxford: Osprey, 2006 (paperback, ISBN 1-84176-875-8).
- Hebbert, F.J. Soldier of France: Sébastien le Prestre de Vauban, 1633–1707. New York: P. Lang, 1990 (hardcover, ISBN 0-8204-0890-5).
- Ostwald, Jamel. Vauban under Siege: Engineering Efficiency and Martial Vigor in the War of the Spanish Succession (History of Warfare; 41). Leiden: Brill Academic Publishers, 2007 (hardcover, ISBN 90-04-15489-2).
- Lechenet, Franck. Plein Ciel sur Vauban (Full Sky over Vauban) Editions Cadré Plein Ciel, 2007 (240 pages), (ISBN 978-2-9528570-1-7).

## 참조
- Chisholm, Hugh, 편집. (1911). 〈Vauban, Sébastien Le Prestre de〉. 《브리태니커 백과사전》 11판. 케임브리지 대학교 출판부.